# Reddition
Reddition ist eine deutsche Zeitschrift über Comics, die von der Edition Alfons – Verlag Volker Hamann herausgegeben wird.
Das Magazin erscheint zweimal im Jahr mit Artikeln verschiedener Autoren zu einem Schwerpunktthema. Von Januar 1984 bis Mitte 1991 erschien die Zeitschrift unter dem Titel Comic-Reddition, seit Ausgabe 19/1991 als Reddition – Zeitschrift für Graphische Literatur. Insgesamt sind über 70 Ausgaben und mehrere Sonderausgaben erschienen.
Trotz ihrer geringen Auflage (rund 1500 Exemplare) zählt die Reddition zu den angesehenen Publikationen in ihrem Metier und wird unterstützt von der Arbeitsstelle für Graphische Literatur (ArGL) der Universität Hamburg. Das Magazin ist im Comicfachhandel, im ausgesuchten Buchhandel und direkt beim Verlag erhältlich.
2002 wurde die Zeitschrift mit dem Max-und-Moritz-Preis als beste deutschsprachige Comic-Publikation der Kategorie Sekundärliteratur ausgezeichnet.